# Хатун
Хатун е женска титла, аналогична на мъжката "хан". Произходът и е персийски, като е широко разпространена през средновековието в турко-монголския азиатски свят. Употребява се в Тюркския хаганат, Монголската империя и до времето на Сюлейман Великолепни и в Османската империя. Отговаря на християнската (римска) титла императрица - в Западна Европа - кралица, а в Източна Европа - царица.
Произходът на титлата има индоевропейска етимология и е от согдиански произход и се свърза с рода Ашина. Преди масовото ѝ навлизане в Азия, титлата се носи от първата дама на Бухара.